# Joseph Smith

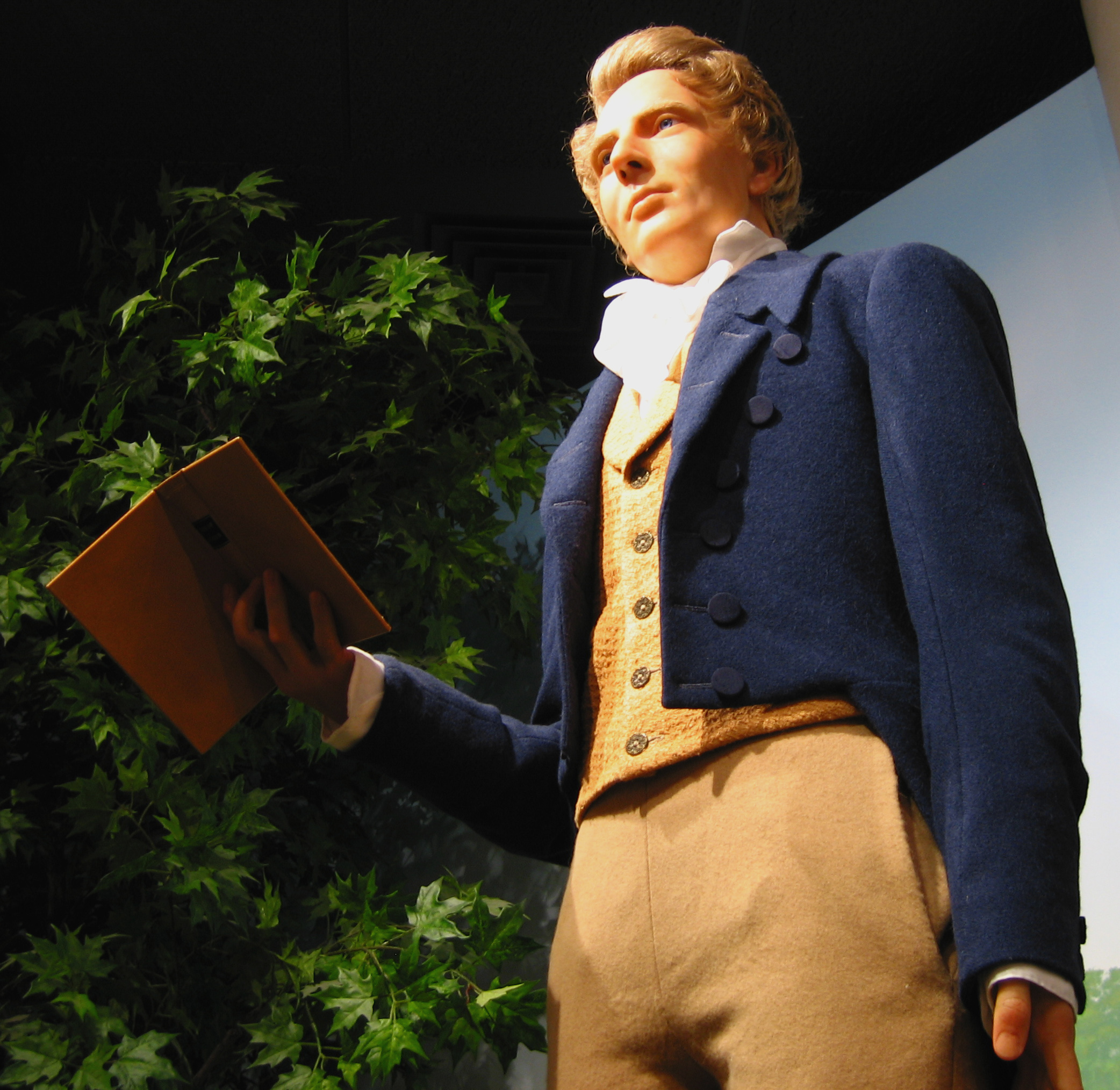
Tượng Joseph Smith cầm cuốn thánh thư Mặc Môn giáo

Joseph Smith, Jr. (23 tháng 12 năm 1805 – 27 tháng 6 năm 1844) là một nhà lãnh đạo tôn giáo người Mỹ, người sáng lập phong trào Thánh hữu Ngày sau mà nhánh chính của nó là Mặc Môn giáo. Ở tuổi hai mươi bốn, ông xuất bản Sách Mặc Môn (được cho là dịch từ tiếng Anh của một văn tự Ai Cập cải tiến), và trước khi chết mười bốn năm sau, ông đã thu hút hàng nghìn người theo đạo, thành lập nhiều thành phố và nơi thờ phụng, sáng lập một tôn giáo và văn hóa tôn giáo tồn tại đến ngày nay.